# Llista de topònims de Brullà
Llista de topònims (noms propis de lloc) de Brullà (Rosselló).
Informació actualitzada per un bot. Els canvis manuals es perdran quan s'actualitzi!

## església
| imatge | Nom                   | Ubicat a | instància de          | Detalls                                                                       | coordenades                                                   | Protecció                   | Commons (més fotos)             | Dades a WD                    |
| ------ | --------------------- | -------- | --------------------- | ----------------------------------------------------------------------------- | ------------------------------------------------------------- | --------------------------- | ------------------------------- | ----------------------------- |
|        | Capella de Darnac     | Brullà   | església              |                                                                               | 42° 35′ 34″ N, 2° 52′ 33″ E / 42.5926944444°N,2.87588888889°E |                             |                                 | Modifica les dades a Wikidata |
|        | Sant Joan de Brullà   | Brullà   | església              |                                                                               | 42° 34′ 50″ N, 2° 52′ 58″ E / 42.5804166667°N,2.88288888889°E |                             |                                 | Modifica les dades a Wikidata |
|        | Santa Maria de Brullà | Brullà   | església Ús: església | Estil: arquitectura romànica Anomenat per: Verge Maria Dedicat a: Verge Maria | 42° 33′ 58″ N, 2° 54′ 15″ E / 42.566°N,2.9041°E 41 msnm       | monument històric catalogat | Église Sainte-Marie de Brouilla | Modifica les dades a Wikidata |

## Misc
| imatge | Nom                       | Ubicat a           | instància de                          | Detalls                                                 | coordenades | Protecció | Commons (més fotos) | Dades a WD                    |
| ------ | ------------------------- | ------------------ | ------------------------------------- | ------------------------------------------------------- | --- | --------- | ------------------- | ----------------------------- |
|        | Castell de Brullà         | Brullà             | castell                               |                                                         | 42° 33′ 59″ N, 2° 54′ 13″ E / 42.566364°N,2.903503°E 42.5 msnm                                                                                        |           |                     | Modifica les dades a Wikidata |
|        | Tec                       | Pirineus Orientals | riu                                   | Desemboca: mar Mediterrània Llarg: 84.1km Conca: 721km² | 42° 35′ 25″ N, 3° 02′ 42″ E / 42.59027778°N,3.045°E 42° 25′ 22″ N, 2° 19′ 20″ E / 42.4229°N,2.3223°E 42° 35′ 21″ N, 3° 02′ 42″ E / 42.5893°N,3.0451°E |           | Tech (river)        | Modifica les dades a Wikidata |
|        | Torre de Darnac           | Brullà             | edifici castell                       |                                                         | 42° 35′ 34″ N, 2° 52′ 33″ E / 42.592702°N,2.875909°E 61.5 msnm                                                                                        |           |                     | Modifica les dades a Wikidata |
|        | casa de la vila de Brullà | Brullà             | instal·lació Ús: seu del govern local |                                                         | 42° 34′ 03″ N, 2° 54′ 12″ E / 42.5673844974144°N,2.90331671734927°E fr:66620 BROUILLA                                                                 |           |                     | Modifica les dades a Wikidata |
|        | castell de Portells       | Brullà             | château                               | Arquitecte: Viggo Dorph-Petersen 1900                   | |           |                     | Modifica les dades a Wikidata |
|        | estació de Brullà         | Brullà             | antiga estació de ferrocarril         |                                                         | 42° 34′ 31″ N, 2° 54′ 16″ E / 42.57527777777778°N,2.9044444444444446°E 54 msnm                                                                        |           |                     | Modifica les dades a Wikidata |